# Tommerup
 Ikke at forveksle med Tommerup Stationsby.
Tommerup er en by på det centrale Fyn – kaldet Højfyn – med 1.596 indbyggere  (2024), beliggende 3 km sydøst for Tommerup Stationsby, 17 km sydvest for Odense, 10 km nordøst for Glamsbjerg og 25 km øst for Assens. Byen hører til Assens Kommune og ligger i Region Syddanmark. I 1970-2006 var Tommerup kommunesæde i Tommerup Kommune.
Tommerup hører til Tommerup Sogn. Tommerup Kirke ligger i byen. Ved Møllebakken er der rejst en sten til minde om Befrielsen.
Byen har lokalråd fælles med Tommerup Stationsby. De to byer repræsenterer tilsammen Danmark i Cultural Village of Europe, der er et netværk af 12 mindre byer i Europa.

## Faciliteter
- Tommerup Skole har 240 elever, fordelt på 0.-9. klassetrin, og 29 ansatte.[2]
- Ved skolen ligger Højfynshallen, som benyttes til badminton, basketball og bordtennis af foreningen Tommerup Idræt. Den opstod ved sammenlægning af Tommerup Gymnastikforening, stiftet i 1969 og Motionsklubben FUTI, stiftet i 1979.[3]
- Gårdbørnehaven Overmarksgården er en integreret daginstitution med 32 ansatte.[4]
- Tommerup Efterskole blev efterskole i 1976, men startede i 1906 som højskole. Tommerup Højskole blev grundlagt af Indre Mission på Fyn, som stadig er en del af skolens bagland sammen med KFUM & K.[5]
- Byen har forsamlingshus.
- FynBus-rute 268P Haarby-Glamsbjerg-Vissenbjerg-Søndersø standser i byen.
- Byen har 2 supermarkeder, pizzeria, slagter, lægehus. fodplejeklinik, hæveautomat og byggemarked.

KFUM-Spejderne i Tommerup blev i 2015 "Årets Ungdomsforening" under Dansk Ungdoms Fællesråd. De skabte i samarbejde med skolen, kirken og børnehuset Højfyns Friluftscenter, som består af et udendørs "klasselokale" med 5 aktivitetskasser, der har udstyr til forskellige aktivitetstemaer.

## Historie

### Landsbyen
Tommerup landsby bestod i 1682 af 28 gårde, 1 hus med jord og 26 huse uden jord. Det samlede dyrkede areal udgjorde 1.083,9 tønder land skyldsat til 160,72 tønder hartkorn. Tommerup havde indtil 1771 et kompliceret dyrkningssystem med 5 vange, hvoraf de 3 havde rotationen 2/4 og de øvrige 2/1 og 2/3". Den nordvestlige vang, kaldet Hestehaufuemarken, blev antagelig fortrinsvis anvendt til græsning og høslet. Ifølge Markbogen fra 1662 var fordelingen af udsæd 31% rug, 12% byg, 30% havre, 13% blandkorn og 12% boghvede. Hele 39% af landgilden udgjordes af smør. I 1771 blev en af vangene ifølge et tingsvidne delt således, at landsbyen nu havde 6 vange, der alle skulle dyrkes med rotationen 3/3. Der var vangelag mellem Tommerup Nørremark og Bellinge, Brændekilde, Brylle, Render og Grydestrup.

### Jernbanen
I 1873 beskrives Tommerup således: "Tommerup med Kirke, Præstegaard, Skole, Vand- og Veirmølle, Jernbanestation, Handelsetablissement, Garveri, Farveri". Den nævnte jernbanestation var Den fynske hovedbanes station på det øde sted, der senere blev Tommerup Stationsby.

### Assensbanen
Senere fik Tommerup også station på Assensbanen (1884-1966). Da der allerede var en "Tommerup Station", fik stationen i Tommerup navnet "Knarreborg" efter fattiggården Knarreborg i nærheden. Den stationsby, der voksede op omkring denne station, kom til at hedde "Knarreborg". I 1940'erne voksede "Knarreborg Stationsby" og kirkelandsbyen Gammel Tommerup sammen og blev til byen Tommerup, hvor Knarreborg er en bydel. SuperBrugsen holder fast ved at den ligger i Knarreborg for at undgå forveksling med SuperBrugsen i Tommerup Stationsby.
Stationsbygningen er bevaret på Skolevej 1. Skiltet "Knarreborg" sidder stadig på bygningen, som nu rummer en genbrugsbutik. Assensbanens skinner ligger der stadig, og man kan køre på skinnecykel på 28½ km, der udgør næsten hele strækningen mellem endestationerne Tommerup Stationsby og Assens.

### Stationsbyen
I 1899 beskrives Tommerup således: "Tommerup med Kirke, Præstegd., Skole, Andelsmejeri (Karlskilde), Damp-, Vand- og Vejr-Mølle, Garveri, Farveri og flere handlende;...1/2 Fjerdingvej V. for Tommerup Kirke Knarreborg Station med nogle Huse, Kro og Amtsfattiggaard med Opdragelsesanstalt for forsømte Børn (opf. 1886, Plads for 160); i Nærheden af nævnte Station Missionshuset „Salem“ (opf. 1889). Tallerupgaarde med Skole." Det lave målebordsblad fra 1900-tallet viser desuden forsamlingshus, elværk og Bakkehus Højskole.

### Tommerup Hørfabrik
I 1918 blev der i Tommerup Stationsby oprettet et hørskætteri, hvis formål i første omgang var at forarbejde hør fra kontraktavlere og producere hørgarn. For at oprette et væveri i tilknytning til skætteriet blev der i 1926 ansat en væver, der var uddannet på tekstilskole i Tyskland. Han brød dog med firmaet og startede i Knarreborg sit eget væveri med 30 vævestole, som fremstillede damaskduge, servietter, olmerdug, viskestykker o.a. Fabrikken benyttede jacquardvæve. I fabrikkens storhedstid var der op til 475 ansatte, eget maskinværksted, snedkerværksted og malerværksted, egen håndboldbane og tennisbane, marketenderi og pensionat.
Hørfabrikken kunne ikke klare konkurrencen fra de billigere kunststoffer og bomuld, så den gik konkurs i 1960. Men der var på Vestfyn interesse for at bevare dette stykke industrihistorie. I 1994 åbnede man Hørvævsmuseet på Krengerup. Museet havde fået fabrikkens maskiner gratis, og de blev opstillet under ledelse af den tidligere direktør og pensionerede medarbejdere.

### Plusenergihus
I slutningen af 1970'erne byggede ingeniøren Jean Fischer et plusenergihus på Vestervangen nummer 54.
Der var vindmølle og elbil tilknyttet huset. 
I 1982 udgav Fischer en bog om huset og tankerne bag.

### Folketal
Tallene er indtil 1940 kun for Knarreborg Stationsby, fra 1945 inkl. Gammel Tommerup, der havde 206 indbyggere i 1935 og 363 i 1940.
| 1906 | 1911 | 1916 | 1921 | 1925 | 1930 | 1935 | 1940 | 1945 | 1950 | 1955 | 1960 | 1965  |
| ---- | ---- | ---- | ---- | ---- | ---- | ---- | ---- | ---- | ---- | ---- | ---- | ----- |
| 138  | 253  | 314  | 380  | 383  | 464  | 496  | 383  | 835  | 884  | 866  | 945  | 1.011 |

I 1930 var fordelingen i stationsbyen efter næringsveje sådan: 82 levede af landbrug, 100 af håndværk og industri, 25 af handel, 28 af transport, 158 af immateriel virksomhed, 41 af husgerning, 27 var ude af erhverv og 3 havde ikke angivet indkomstkilde.